# ستانلي بارنز
ستانلي بارنز (بالإنجليزية: Stan Barnes) هو قاضي أمريكي، ولد في 1 مايو 1900 في بارابو في الولايات المتحدة، وتوفي في 5 مارس 1990 في بالم سبرينغس في الولايات المتحدة.